# Берг (комуна)
Комуна Берг (швед. Bergs kommun) — адміністративно-територіальна одиниця місцевого самоврядування, що розташована в лені Ємтланд у центральній Швеції на кордоні з Норвегією.
Берг 16-а за величиною території комуна Швеції. Адміністративний центр комуни — місто Свенставік.

## Населення
Населення становить 7 239 чоловік (станом на вересень 2012 року). 
| Кількість населення комуни Берг за 1970-2010 роки | Кількість населення комуни Берг за 1970-2010 роки | Кількість населення комуни Берг за 1970-2010 роки | Кількість населення комуни Берг за 1970-2010 роки | Кількість населення комуни Берг за 1970-2010 роки |
| ------------------------------------------------- | ------------------------------------------------- | ------------------------------------------------- | ------------------------------------------------- | ------------------------------------------------- |
| Рік                                               |                                                   |                                                   | Населення                                         |                                                   |
| 1970                                              | 1970                                              |                                                   | 9 406                                             | 9 406                                             |
| 1975                                              | 1975                                              |                                                   | 8 906                                             | 8 906                                             |
| 1980                                              | 1980                                              |                                                   | 9 003                                             | 9 003                                             |
| 1985                                              | 1985                                              |                                                   | 8 641                                             | 8 641                                             |
| 1990                                              | 1990                                              |                                                   | 8 660                                             | 8 660                                             |
| 1995                                              | 1995                                              |                                                   | 8 480                                             | 8 480                                             |
| 2000                                              | 2000                                              |                                                   | 8 175                                             | 8 175                                             |
| 2005                                              | 2005                                              |                                                   | 7 696                                             | 7 696                                             |
| 2010                                              | 2010                                              |                                                   | 7 352                                             | 7 352                                             |
| Джерело: SCB                                      |                                                   |                                                   |                                                   |                                                   |

## Населені пункти
Комуні підпорядковано 5 міських поселень (tätort) та низка сільських, більші з яких:
- Свенставік (Svenstavik)
- Гакос (Hackås)
- Клевше (Klövsjö)
- Осарне (Åsarne)
- Мирвікен (Myrviken)
- Ретан (Rätan)
- Ретансбин (Rätansbyn)

## Міста побратими
Комуна підтримує побратимські контакти з такими муніципалітетами:
- Берг (Верхня Франконія), Німеччина

## Галерея

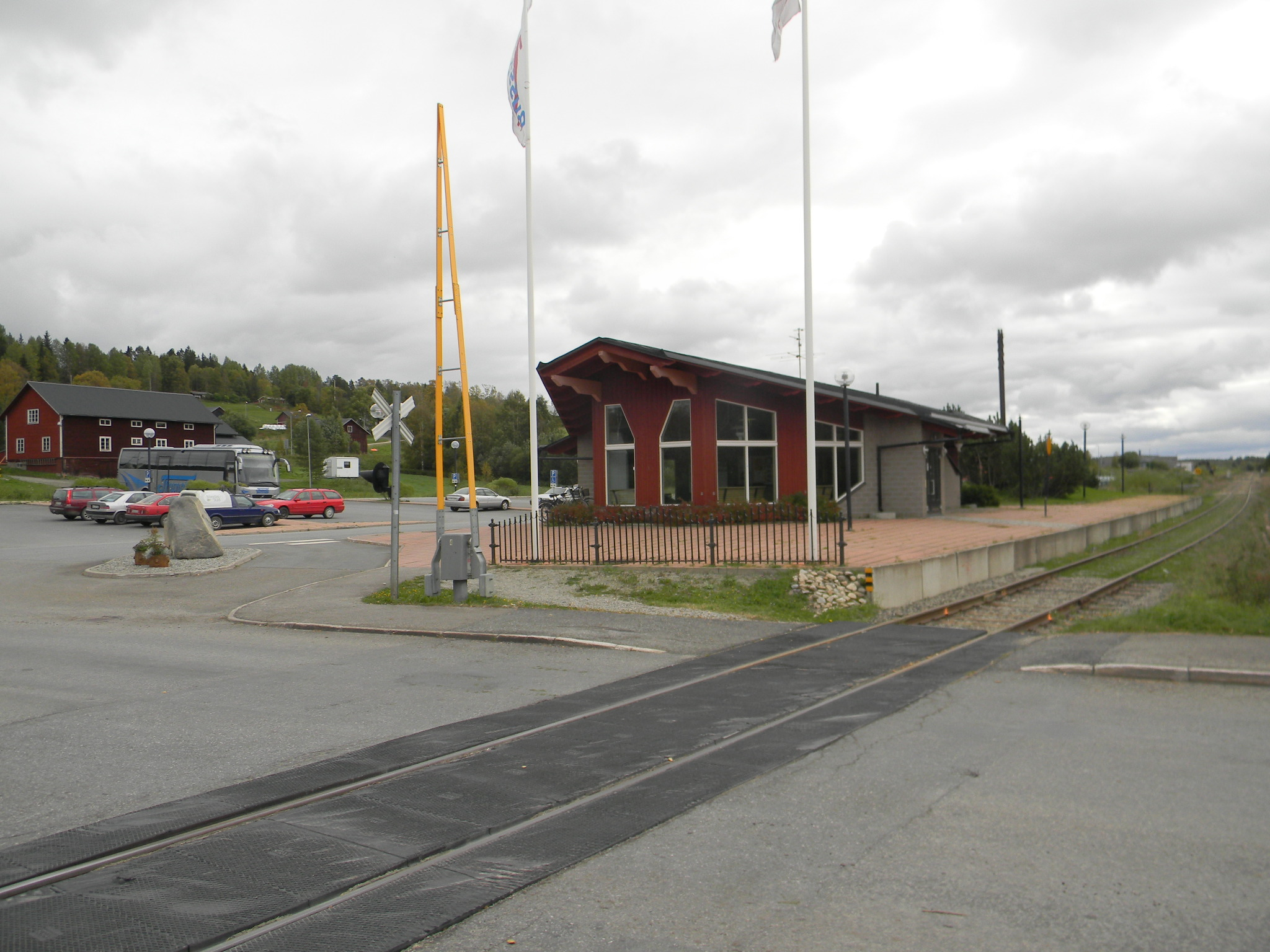
Залізнична станція Стенставік
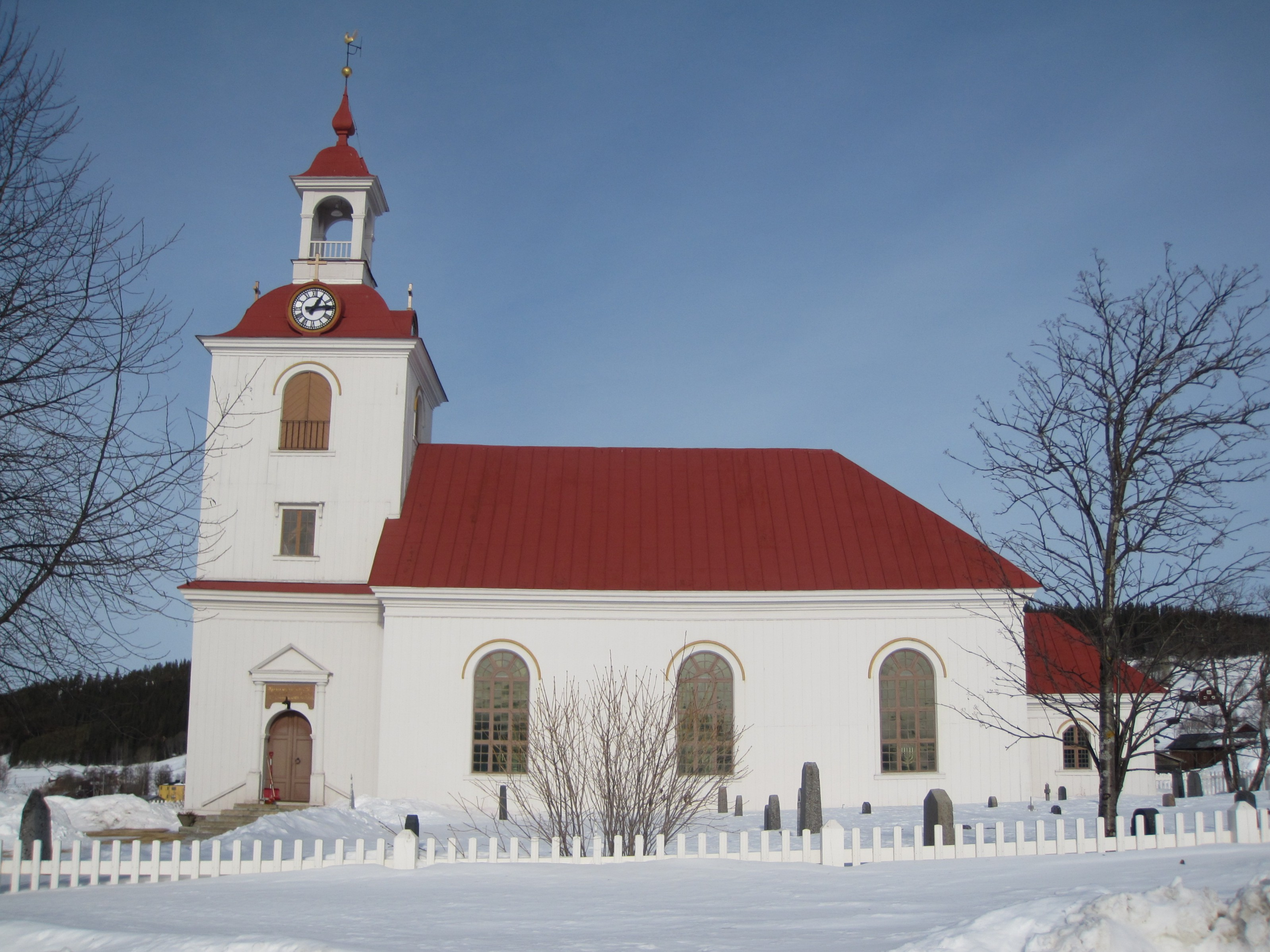
Церква (Клевше)
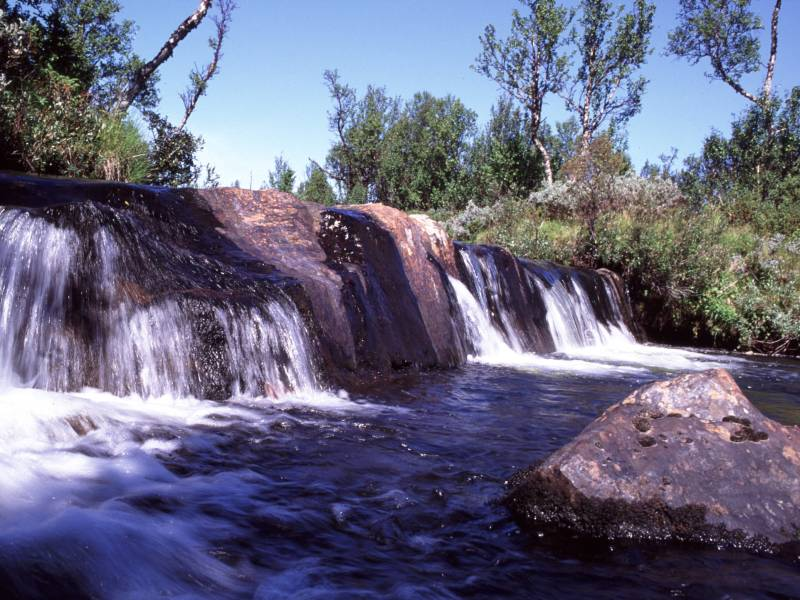
Річка Арон
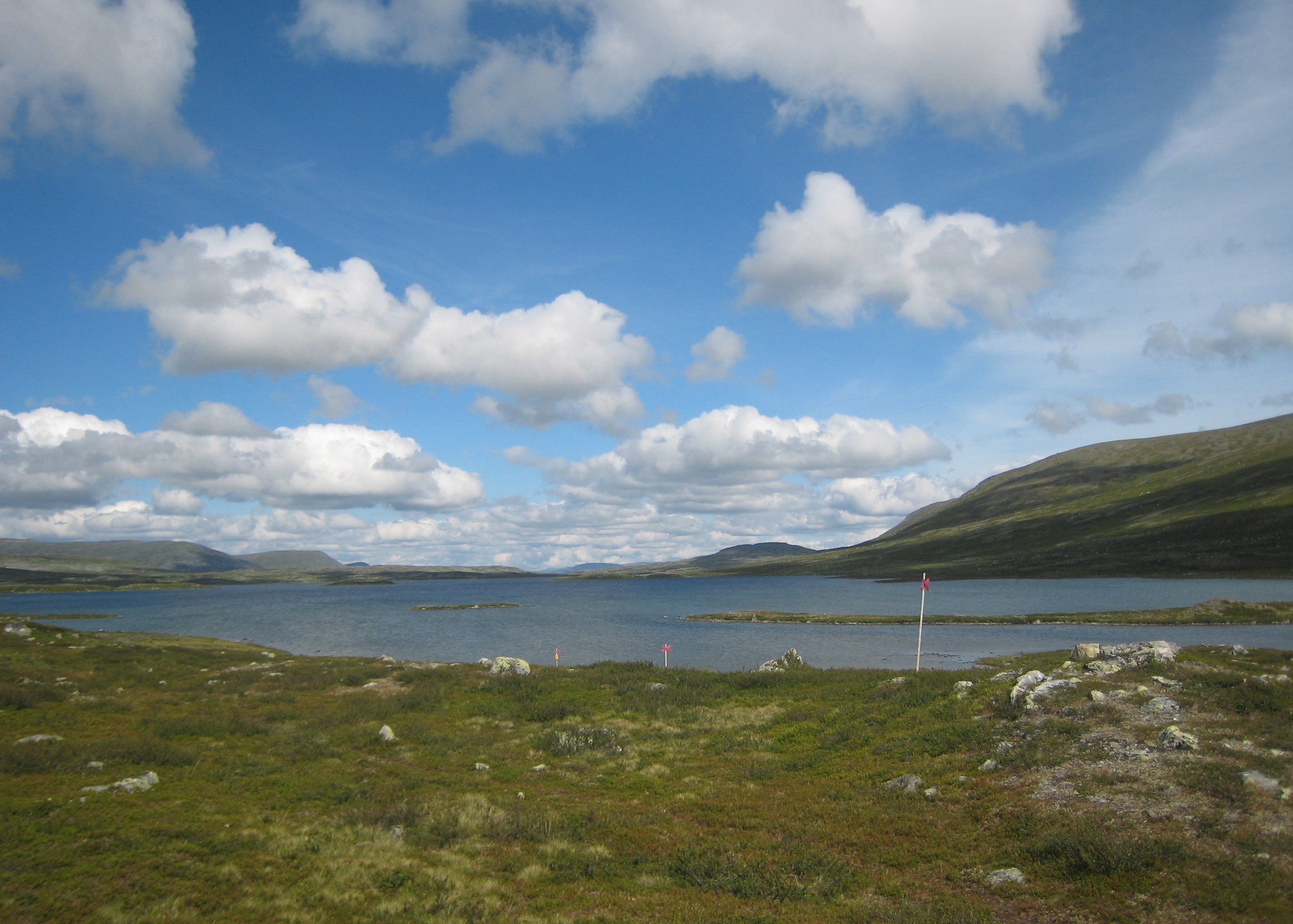
Озеро Волошен

## Виноски
1. ↑  Folkmangd i riket, lan och kommuner (шв.) . Центральне бюро статистики Швеції. Архів оригіналу за 20 серпня 2013. Процитовано 7 лютого 2013.